# 10-й проезд Марьиной Рощи
10-й прое́зд Ма́рьиной Ро́щи — улица на севере Москвы в районе Марьина Роща Северо-Восточного административного округа, между Шереметьевской улицей и Старомарьинским шоссе. Назван по местности Марьина Роща, находившейся вблизи деревни Марьино (на месте нынешней Калибровской улицы). 9-15-й проезды Марьиной Рощи до 1929 года назывались, соответственно, 1—7-й проезды Марьиной Рощи за линией железной дороги.

## Расположение
10-й проезд Марьиной Рощи проходит с востока на запад параллельно 9-му проезду, начинается от Шереметьевской улицы и заканчивается на Старомарьинском шоссе.